# Lužany (okres Topoľčany)
Lužany jsou obec na Slovensku, v okrese Topoľčany v Nitranském kraji. Žije zde 221 obyvatel.

## Historie
Podle archeologických nálezů bylo území obydleno v mladší době bronzové. Mezi významné nálezy patří objev mohyly z období 13 000 až 1000 př. n. l.
První písemná zmínka o obci je z roku 1399, kde je nazývána jako Sarlow. Do 16. století obec náležela nitranské kapitule, později rodu Berényů. V roce 1598 byla vypálena Turky. V roce 1715 bylo v obci 8 domácností, v roce 1787 v 18 domech žilo 144 obyvatel, v roce 1828 žilo 156 obyvatel ve 12 domech. Od roku 1877 měli v obci majetky Stummeryové a Leonhardové.
Hlavní obživou bylo zemědělství.

## Geografie

### Poloha
Obec leží ve střední části Nitranské pahorkatiny pod pohořím Považského Inovce. Obcí protéká potok Hlavinka s přítokem Lipovnicky potok. Nadmořská výška území podélných vrchů členěných úvaly se pohybuje v rozmezí 174–223 m, střed obce je ve výšce 180 m n. m. Povrch tvoří mladší terciérní usazeniny pokryté spraší. Půdní typ je tvořen úrodnou hnědozemí.

### Využití půdy
Celková rozloha území obce je 3,89884 km², z toho v roce 2020 připadalo 93 % na zemědělskou půdu. Celkové využití půdy (2020): 90 % orná půda, 2 % zahrady.  V roce 2023 připadalo 362,01 ha na zemědělskou půdu, z toho 351,43 ha byla orná půda a 9,21 ha zahrady. Na zastavěnou plochu a nádvoří připadalo 14,30 ha, vodní plocha zaujímala 4,9 ha.

### Sousední obce
Obec sousedí:
|               | Krtovce, Hajná Nová Ves     |                 |
| Velké Ripňany |                             | Horné Obdokovce |
|               | Horné Obdokovce (Obsolovce) | Horné Obdokovce |

Obcí prochází státní silnice II/514 Hlohovec–Topoľčany.

## Památky
- Kostel narození Panny Marie z roku 1938.

## Znak
Blason: v modrém štítu na stříbrném pažitu skákající stříbrný jednorožec ve zlaté zbroji. Obec používá znak od roku 1994.